# Wadi Murra
Wadi Murra (arab. وادي مرة) – wadi w południowo-wschodniej części półwyspu Synaj w muhafazie Synaj Południowy w Egipcie.